# 蓝鲮属
蓝鲮属（学名：Lanlabeo）是鲤科下的一个属。

## 下属物种
本属包括以下物种：
- 都安蓝鲮 Lanlabeo duanensis Yao, He & Peng, 2018，中国科学院昆明动物研究所研究人员发现的，分布于广西的鱼类新物种。[3]